# أوفيكيركيو
أوفيكيركيو (بالفرنسية: Offekerque)‏ هي بلدية تقع في إقليم باد كاليه من منطقة نور با دو كاليه في شمال فرنسا. تبلغ مساحة هذه المدينة 13.37 (كم²)، وترتفع عن سطح البحر 2 م، يبلغ عدد سكانها 1026 نسمة حسب إحصاء المعهد الوطني للإحصاء والدراسات الاقتصادية سنة 2009 م. وترأس Georges Paris البلدية خلال فترة (2008-2014).